# Prionosthenus guleni
Prionosthenus guleni is een rechtvleugelig insect uit de familie Pamphagidae. De wetenschappelijke naam van deze soort is voor het eerst geldig gepubliceerd in 1956 door Karabag.